# واسربرگفیشت
واسربرگفیشت (به لاتین: Wasserbergfirst) یک کوه در سوئیس است که در کانتون اشووتس واقع شده‌است. واسربرگفیشت ۲٬۳۴۱ متر بالاتر از سطح دریا واقع شده‌است.